# Пайсанду (футбольный клуб, Пайсанду)
«Пайсанду» (исп. Paysandú Fútbol Club) — уругвайский футбольный клуб из города Пайсанду. Образован в 2003 году. В 2005 году выступал в Высшем дивизионе чемпионата Уругвая. В 2006 году расформирован. Воссоздан в 2021 году.

## История
Футбольный клуб «Пайсанду» был образован в результате слияния клубов «Баррио Обреро» (Barrio Obrero), «Сентенарио» (Centenario), «Депортиво Америка» (Deportivo América), «Эстудиантиль» (Estudiantil), «Индепендьенте» (Independiente), Хувентуд Унида (Juventud Unida), «Олимпико» (Olímpico) и «Пайсанду Уондерерс» (Paysandú Wanderers).
Сразу же после образования, клуб получил право выступать во Втором дивизионе чемпионата Уругвая. В 2004 году команда заняла 10-е место в турнире, будучи второй командой Интериора (местности за пределами Монтевидео). Благодаря антиспортивной политике Ассоциации футбола Уругвая, которая в 2000-е годы предоставляла значительные привилегии клубам Интериора, в элиту должны были попасть два клуба из Монтевидео и лучший клуб Интериора, какое бы он место ни занял. Им первоначально стала «Пайсанду Белья Виста», занявшая восьмое место в общей таблице Второго дивизиона, но после того как этот клуб не смог внести 100 тыс. долларов для участия в Примере, его место заняли земляки из ФК «Пайсанду». Эта команда заняла десятое место во Втором дивизионе.
В коротком однокруговом чемпионате Уругвая 2005 ФК «Пайсанду» занял 14-е место из 18 команд. Затем стартовал чемпионат по «европейской схеме», сезона 2005/06, но обмен между дивизионами состоялся по итогам 2005 года, то есть с учётом очков турнира 2005 и Апертуры 2005 (первой половины сезона 2005/06). В этой годовой таблице вылета ФК «Пайсанду» оказался на последнем месте, и завершал сезон уже в Клаусуре 2006 Второго дивизиона. Последним турниром в короткой истории команды стала Апертура 2006/07 Второго дивизиона. В последнем матче, состоявшимся 9 декабря 2006 года ФК «Пайсанду» обыграла «Басаньес» со счётом 3:1, после чего команда была расформирована.
В 2021 году ФК «Пайсанду» был воссоздан и принял участие в Первом любительском (третьем по уровню в структуре лиг чемпионата Уругвая) дивизионе.

## Участия в турнирах
- Участник двух чемпионатов в Примере: 2005, 2005/06 (Апертура, календарный 2005 год)
- Участник четырёх чемпионатов во Втором дивизионе: 2003, 2004 (10-е место, выход в Примеру), 2005/06 (Клаусура, календарный 2006 год), 2006/07 (Апертура, календарный 2006 год)